# Марка Футзал
Марка Футзал (итал. Marca Futsal) — итальянский мини-футбольный клуб, базирующийся в Кастельфранко-Венето. Проводит свои домашние матчи в городе Монтебеллуна.

## История
Основан в 2005 году. С сезона 2007/08 играет в Серии A1. Первый трофей выиграл в 2010 году, обыграв в финале Кубка Италии «Наполи Весево». В том же году был близок к чемпионскому титулу, заняв первое место регулярном чемпионате и добравшись до финала плей-офф, однако уступил в решающих матчах «Монтезильвано».
В сезоне 2010/11 «Марка Футзал» вновь занял первое место в регулярном чемпионате, вновь добрался до финала и на этот раз стал чемпионом Италии, обыграв там «Пескару».

## Достижения клуба
- Чемпион Италии по мини-футболу 2010/11
- Обладатель Кубка Италии по мини-футболу 2010
- Обладатель Суперкубка Италии по мини-футболу (2): 2010, 2011

## Известные игроки текущего состава
- Клейтон Баптистелла
- Эдгар Бертони
- Александр Феллер
- Адриано Фолья

## Бывшие известные игроки
- Фернандо Грана